# Estadio Kórház utcai
El Kórház utcai Stadion es un estadio multiusos ubicado en la ciudad de Békéscsaba y actualmente es la sede del Békéscsaba 1912 Előre SE.

## Historia
Fue inaugurado el 31 de agosto de 1974 y su reconstrucción fue anunciada el 4 de diciembre de 2013.
El 16 de diciembre de 2014 de acuerdo con el Magyar Közlöny, el Békéscsaba 1912 Előre tenían pensado reconstruir el estadio de nuevo. En 2015 se volvió a reconstruir.
El 6 de enero de 2016 durante una revisión del Nemzeti Stadionfejlesztési Program, el gobierno de Hungría decidió incrementar el presupuesto para la reconstrucción del estadio. La gradería al noroeste fue demolida y en su lugar fue construida una para 2500 espectadores. Durante la reconstrucción, la gradería del sureste fue techada. La reconstrucción terminó en 2017.